# Église Saint-Christophe de Coubron
Pour les articles homonymes, voir Église Saint-Christophe.
L'église Saint-Christophe, située 7 rue de l'Église à Coubron dans le département de la Seine-Saint-Denis en région Île-de-France, est une église affectée au culte catholique.  

## Histoire
Une première église apparaît avec la première mention de la paroisse en 1201. Le culte de saint Christophe serait d’origine carolingienne. Détruite à la Révolution, elle redevient un lieu de culte au XIXe siècle. Un nouveau bâtiment est construit, en 1854, dans un style moderne sur les anciennes fondations. Le clocher est rehaussé en 1881.

## Paroisse
Le pèlerinage de Notre-Dame-des-Anges y fait une station.

## Faits notables
L'église renferme une Vierge à l'Enfant reprenant, pour la figure de la Vierge, la posture de celle de la statue Notre-Dame du Vœu de la cathédrale de Rouen, qui date de la fin du XVIIIe siècle et a été sculptée aux traits de la Reine Marie-Antoinette. La figure et l'apparence de l'Enfant Jésus sont cependant tout à fait différentes de celles de Notre-Dame du Vœu.